# Vlag van Guna Yala

Vlag van Guna Yala

Herdenkingsvlag van de Kuna-opstand

Vlag uit 1942

De vlag van Guna Yala is geel met aan de bovenkant een rood horizontale baan en aan de onderkant een groen horizontale baan en in het midden twee gekruiste armen met een pijl-en-boog, met acht zwarte sterren in de vorm van een boog.
De herdenkingsvlag van de Kuna-opstand is geel met aan de boven- en onderkant een oranje horizontale baan en in het midden een zwarte swastika. Het is het symbool van de Panamese indianenregio (comarca) Guna Yala, die de status van provincie heeft. De vlag is ook het symbool van de Kuna-indianen, zowel in de comarca als in aangrenzende provincies.

## Geschiedenis
De geschiedenis van de vlag gaat terug tot 1925, toen de Kuna in opstand kwamen en op 12 februari een eigen staat uitriepen (República de Tule), die op 4 maart al ten onder ging. In 1938 werd dan Guna Yala ("Kunaland" of "Kunaberg") gesticht. De vlag die door de Kuna-beweging gebruikt werd, was gelijkaardig aan de vlag van Spanje, met een brede horizontale gele baan tussen twee smallere rode banen. In de gele baan werd een sauwastika (swastika in spiegelbeeld) geplaatst, een antiek Kuna-symbool.
In 1942 werd er een rode ring bij de sauwastika geplaatst als verwijzing naar een traditioneel sieraad dat vrouwen aan hun neus bevestigen. Dit werd gedaan omdat de toenmalige Duitse vlag een hakenkruis (gekantelde swastika) bevatte en men zich daarvan wilde distantiëren; de Duitse vrouwen droegen immers geen neusringen. Later verdween de ring en werd het rood vervangen door een donkere kleur oranje.
Op 31 oktober 2010 werd de huidige vlag aangenomen. De vlag met de sauwastika wordt voortaan alleen nog tijdens de herdenking van de Kuna-opstand van 1925 gebruikt.